# Allinge-Sandvig
 For alternative betydninger, se Sandvig. (Se også artikler, som begynder med Sandvig)
Allinge-Sandvig er en dobbeltby på nordspidsen af Bornholm med 1.446 indbyggere  (2025), beliggende 24 km nord for kommunesædet Rønne og 36 km nordvest for Nexø. Byen ligger i Bornholms Regionskommune, der hører til Region Hovedstaden.
Allinge-Sandvig hører til Allinge-Sandvig Sogn. Allinge Kirke ligger i Allinge. Allinge mod sydøst og Sandvig mod nordvest var to særskilte byer, som nu er vokset sammen med Allinge som hovedbyen, hvor Sandvig kan betragtes som en bydel. Begge byer har været præget, dels af fiskeriet efter, dels af den nærliggende Hammerknude, hvor Hammershus slotsruin ligger, og hvor der har været intensiv brydning af granit, som blev udskibet fra både Allinge Havn og Hammerhavnen. Fra omkring år 1900 fik turismen stigende betydning, og er i dag byens hovederhverv.

## Historie

### Helleristninger
Mellem de to byer finder man lidt inde på øen Madsebakke helleristningsfelt, som er Danmarks største. Helleristningerne stammer fra bronzealderen, og der er bl.a. skibsaftegninger, fodsålefigurer og kredstegn.

### Middelalderen
Allinge (gammel form Alandt og Ålende) og Sandvig (et navn, der uden tvivl hentyder til den sandede vig, hvorved byen ligger) har været fiskerlejer helt op til vor tid; endnu i 1767 kaldes de fiskerlejer, der ikke have købstadsfrihed, "om og de af nogle anses for Købstæder, fordi der handles, lades og losses, saa og haves siden Anno 1708 et Borger-Compagnie". Om de i det hele formelt har fået købstadsrettigheder, er uvist; i det mindste siges det i 1810: "Allinge og Sandvigs Købstadsrettighed har først i de senere Tider været indirekte tilstaaet i ældre Anordninger om Købstæderne, f. Eks. Reskr. af 10/n 1741 og 5/6 1744, nævnes disse Byer ikke". I middelalderen og senere har de haft nogen betydning som færgesteder til Skåne.

### Renæssancen
I 1618 døde 126 og i 1654 102 mennesker af pesten i Allinge-Sandvig.
Den 4. juli 1659 gik svenske tropper i land nær Allinge, i et forsøg på at generobre øen efter den bornholmske opstand i 1658, men blev slået tilbage af en bornholmske milits.

### Under enevælden
Peter den Store opholdt sig i Allinge 20.-21. august 1716. Der blev opslået en lejr syd for byen for 3-400 syge, som blev bragt i land fra hans flåde, og omtrent 2 uger senere indskibedes de på en russisk flåde i Sænebugten (i dag bedre kendt som Hammerhavnen).
I 1769 havde Allinge 301 og Sandvig 217 indbyggere.

### Den tidlige industrialisering
Allinge-Sandvigs befolkning var stigende i slutningen af 1800-tallet og begyndelsen af 1900-tallet: 908 (Allinge 609, Sandvig 299) i 1850, 872 (Allinge 615, Sandvig 257) i 1855, 878 (Allinge 653, Sandvig 225) i 1860, 1.022 (Allinge 800, Sandvig 222) i 1870, 1.425 (Allinge 1.103, Sandvig 322) i 1880, 1.838 (Allinge 1.423, Sandvig 415) i 1890, 2.709 (Allinge 1.859, Sandvig 850) i 1901, 2.546 (Allinge 1.816, Sandvig 730) i 1906 og 2.557 (Allinge 1.863, Sandvig 694) i 1911.
Købstæderne havde hver sin havn; begge blev anlagte i det 19. århundrede. I Sandvig begyndte man 1831 at anlægge en egentlig havn, men arbejdet opgaves nogle år efter, da storm gentagne gange ødelagde, hvad der var gjort. Allinges havn var indtil 1856 en ganske lille bådehavn med kun 6 fod vand. Da anlagdes havnen 1857—62 ved ihærdigt og opofrende arbejde fra befolkningens side; den blev sprængt ud i klippen og kom til at bestå af en omtrent 6.000 kvadratalen stor yderhavn med 10½ til 13 fods dybde og en omtrent 4.000 kvadratalen stor inderhavn, der dannedes ved udvidelse af den gamle bådehavn, med 10½ til 12 fods dybde. Mellem de to havne er der en port, der bestod af to, på centrumsstolper hvilende, udad buede halvporte, hvilket gjorde det muligt for skibene at ligge i inderhavnen selv under pålandsstorm. Under stormfloden i 1872 ødelagdes aldeles den ydre mole, og de indstyrtede stenmasser gjorde havnen utilgængelig; først 1876 kunde den atter åbnes for skibe med 10 fods dybgang. Dybden var ved århundredeskiftet i yderhavnen 12, i inderhavnen 11 fod. Bolværkernes længde var omtrent 985 fod, havnepladsens størrelse omtrent 20.000 kvadratalen. Når skibe kunne søge havnen, tændtes på den nordlige mole en rød lanterne. Ved havnen fandtes private lodser, der lodsede ind og ud af havnen. Sandvig havde kun en, noget forfalden bådehavn med 5—6 fod vand, der var vanskelig tilgængelig. Havnepladsen var meget stor, omtrent 10.000 kvadratalen. Havnene bestyredes hver for sig af et af byrådet nedsat udvalg, der bestod af borgmesteren og 4 valgte medlemmer, hvoraf to kunne vælges uden for byrådet.
Af fabrikker og industrielle anlæg havde byen ved århundredeskiftet: 2 damp-sav- og høvleværker, 4 stenhuggerier i granit (i alt omtrent 200 arbejdere), 1 teglbrænderi (omtrent 10 arbejdere), 1 kalkbrænderi, 2 møller, 1 bryggeri, 1 fællesmejeri, flere fiskerøgerier og, i landdistriktet på Hammeren, "Bornholms Granitværk", et i 1892 stiftet tysk aktieselskab med et dansk bestyrelsesråd, der beskæftigede omtrent 350 arbejdere, og som anlagde "Hammerhavnen" i Sænebugten.
Efter næringsveje fordeltes folkemængden i byerne i 1890 på følgende grupper, omfattende både forsørgere og forsørgede: i Allinge levede 57 af immateriel virksomhed, 774 af håndværk og industri, 152 af handel og omsætning, 67 af søfart, 30 af fiskeri, 125 af jordbrug, 2 af gartneri, mens 119 fordeltes på andre erhverv, 20 nød almisse, og 77 levede af deres midler; i Sandvig: 10 af immateriel virksomhed, 233 af industri, 22 af handel, 59 af fiskeri, 55 af jordbrug, 6 af deres midler og 30 af andre erhverv. I landdistriktet levede 17 af immateriel virksomhed, 10 af industri og 42 af jordbrug. Allinge-Sandvig Haandværker- og Industriforening blev stiftet i 1893, og i 1895 lod de Allinge Tekniske Skole opføre.
Ifølge en opgørelse i 1906 var indbyggertallet 2.546, heraf ernærede 83 sig ved immateriel virksomhed, 147 ved landbrug, skovbrug og mejeridrift, 39 ved fiskeri, 1.687 ved håndværk og industri, 245 ved handel med mere, 168 ved samfærdsel, 89 var aftægtsfolk, 68 levede af offentlig understøttelse og 20 af anden eller uangiven virksomhed.
Omkring 1900 begyndte turismen at få stor betydning, især for Sandvig, hvor der op gennem årene er blevet bygget en række hoteller langs strandpromenaden, heriblandt Strandhotellet.

### Jernbanen
Både Allinge og Sandvig havde station på Rønne-Allinge Jernbane (1913-1953). Allinge Station havde 3 gennemgående spor ud for stationsbygningen. Fra spor 1 gik spor 4 til varehuset, og spor 3 havde kreaturfold med siderampe i den ene ende og stikspor i den anden ende. Sandvig Station havde også 3 gennemgående spor ud for stationsbygningen. Vest for hovedbygningen gik spor 4 fra spor 1 som læssespor med sporskifte i begge ender, varehus og stikspor til kreaturfold med siderampe. I den vestlige ende af perronen var der endnu en siderampe. Som endestation havde Sandvig fra spor 3 sidespor til drejeskive og lokomotivremise med vandkran.
Allinge Station er bevaret på Tejnvej 2 som munderingsdepot for Beredskabsstyrelsen Bornholm. Endestationen Sandvig er bevaret på Langebjergvej 7 og har siden 1955 været pension "Langebjerg". Fra Pilebroen i Allinge til Markvejen i Sandvig, dvs næsten hele vejen mellem de to stationer, går en sti, der følger banens tracé. Desuden kan man følge Allinges Havnespor fra havnen op til Korsbjerg på hovedsporet, kun afbrudt af Nordlandshallen.

### Genforeningssten
I Dr. Danckells anlæg syd for Kongeskærskolen står en sten, der blev opstillet i 1923 til minde om Genforeningen i 1920.

### Mellemkrigstiden
Gennem mellemkrigstiden var Allinge-Sandvigs indbyggertal nærmest stagnerende: i 1916 havde byen 2.122 indbyggere, i 1921 1.864 indbyggere, i 1925 2.274 indbyggere, i 1930 2.214 indbyggere, i 1935 2.216 indbyggere og i 1940 2.180 indbyggere. Nogen forstadsudvikling skete ikke.
| År                         | 1916  | 1921  | 1925  | 1930  | 1935  | 1940  |
| -------------------------- | ----- | ----- | ----- | ----- | ----- | ----- |
| Allinge købstad            | 1.544 | 1.395 | 1.578 | 1.465 | 1.499 | 1.516 |
| Sandvig                    | 578   | 469   | 696   | 749   | 717   | 664   |
| Allinge-Sandvig som helhed | 2.122 | 1.864 | 2.274 | 2.214 | 2.216 | 2.180 |

Ved folketællingen i 1930 havde Allinge-Sandvig 2.214 indbyggere, heraf ernærede 86 sig ved immateriel virksomhed, 1.031 ved håndværk og industri, 214 ved handel mm, 153 ved samfærdsel, 268 ved landbrug, skovbrug og fiskeri, 175 ved husgerning, 246 var ude af erhverv og 41 havde ikke oplyst indkomstkilde.

### Efterkrigstiden
Efter 2. verdenskrig fortsatte Allinge-Sandvig sin stagnerende befolkningsudvikling. I 1945 boede der 2.195 indbyggere i købstaden, i 1950 2.189 indbyggere, i 1955 2.130 indbyggere, i 1960 2.114 indbyggere og i 1965 2.084 indbyggere. Samtidig udviklede forstaden sig.
| År                         | 1945  | 1950  | 1955  | 1960  | 1965  |
| -------------------------- | ----- | ----- | ----- | ----- | ----- |
| Allinge købstad            | 1.513 | 1.534 | 1.514 | 1.506 | 1.553 |
| Sandvig                    | 682   | 655   | 616   | 608   | 531   |
| Allinge-Sandvig som helhed | 2.195 | 2.189 | 2.130 | 2.114 | 2.084 |

## Folkemødet
Siden 2011 har Allinge lagt gader til Folkemødet, et politisk arrangement, hvor politikere og meningsdannere mødes med politisk interesserede gennem taler og debatmøder. Folkemødet har udviklet sig til et stort tilløbsstykke med over 40.000 besøgende. Den danske politiker Bertel Haarder var blandt initiativtagerne til Folkemødet, og som tak for sin indsats fik han i 2017 en vej opkaldt efter sig i Allinge.

## Galleri
- Allinge Havn
- Madsebakke helleristningsfelt
- Badestrand ved Sandvig
- Allinge Tekniske Skole
- Hotel i Sandvig
- Allinge (Luftfotografi)
- Sandvig (Luftfotografi)
- Kino i Allinge, 1978